# Bagó Zoltán
Bagó Zoltán (Kalocsa, 1975. január 10. –) volt fideszes politikus, jogász, európai parlamenti képviselő, 2024-től Kalocsa polgármestere.

## Élete
Bagó László és Sárai Rózsa gyermekeként született.
Alap- és középfokú tanulmányait szülővárosában végezte. 1993-ban érettségizett a kalocsai Szent István Gimnáziumban. 1993-2000 között a szegedi József Attila Tudományegyetem Állam- és Jogtudományi Karának hallgatója volt, 2012-től a Pázmány Péter Katolikus Egyetem Jog- és Államtudományi Kar angol nyelvű Európa-jogi szakjogász szakán tanult. 1999-ben a Fritz Erler Akadémia önkormányzati-politikai képzésén vett részt, Freudenstadtban. Még ugyanebben az évben titkos ügyiratkezelői képesítést szerzett. 2000-ben doktorált, ezután ügyvédjelöltként, jogi előadóként kezdett dolgozni a képviselőség mellett.
Három gyermek édesapja. Német- és angol nyelvtudással bír.[forrás?]

## A politikában

### Magyarország
1996 óta a Fidesz tagja. 1998-2010 között a Bács-Kiskun Megyei Közgyűlés tagja volt. 1998-ban a párt országgyűlési képviselőjelöltje volt a választásokon, még ugyanebben az évben belépett a Fidesz ifjúsági szervezetébe, a Fidelitasba. 1998-2002 között az Országgyűlési Hivatalban személyi titkár volt. 1999-ben a Fidelitas Dél-alföldi regionális elnöke volt, illetve a párt helyi alelnöke. 2000-2001 között a Fidesz kalocsai, majd 2001-től Bács-Kiskun megyei és országos alelnöke lett. 2002–2006 között országgyűlési képviselő volt, az országos listáról szerzett mandátumot. Ezzel párhuzamosan a 2002-es önkormányzati választásokon bekerült a kalocsai önkormányzat képviselő-testületébe. 2004-től a NATO Parlamenti Közgyűlésének póttagja, az EPP bővítésért felelős munkacsoportjának tagja, valamint a Kalocsa-központú fideszes körzet elnöke. 2004-2006 között a külügyi bizottság tagja volt. 2006 óta a KDNP jogi szakértője. 2006-tól a Bács-Kiskun Megyei Közgyűlés alelnöke, kalocsai városi képviselő, a jogi, ügyrendi, bűnmegelőzési és külkapcsolatok bizottságának elnöke. 2024. október 1-től Kalocsa polgármestere.

### Európai Unió
2003 májusától az Európai Parlamentbe delegált megfigyelő, a jogi és belsőpiaci bizottságban dolgozik. 2003-ban Washingtonban tanulmányozta az amerikai közigazgatási rendszert. Ugyanebben az évben lett megfigyelő az EP munkájában. Pártja indította a 2004-es, illetve a 2009-es európai parlamenti választásokon, de egyik alkalommal sem sikerült bekerülnie. Az EP-képviselőségről 2010. augusztus 31-én lemondott Győri Enikő utódjaként került be az Európai Parlamentbe, 2010. szeptember 12-i dátummal.
Európai parlamenti képviselői évek (2010-2014)
2010 és 2014 között ismételten az Európai Parlament tagja volt. Ez időszak alatt a Kulturális és Oktatási Bizottság tagjaként, a Petíciós Bizottság póttagjaként, valamint az EU-Horvátország Parlamenti Vegyes Bizottságba delegált küldöttség póttagjaként tevékenykedett. 2012-től kezdődően vendégelőadóként rendszeresen tartott „rendhagyó EU-órákat” Budapesten és Szegeden. Munkájának egyik kiemelkedő eredményeként 2012 nyarán az Európai Unió védettséget biztosított a kalocsai paprikának.
Visszatérés a civil életbe (2013-tól)
2012 körül felismerte, hogy a politika legmagasabb szintje nem felel meg az elvárásainak. A közélet és a politikusok változásai miatt 2013 nyarán befejezte a pártpolitikai tevékenységét, és bejelentette, hogy 2014-ben visszatér a civil életbe. Ezt követően békésen elvált, és a Kalocsa-Brüsszel közötti ingázásból Budapestre költözött.
Tanulmányok és szakmai tevékenység
Munkája mellett folytatta tanulmányait, és 2014-ben a Pázmány Péter Katolikus Egyetemen angol nyelvű Európa-jogi szakjogász másoddiplomát szerzett. Azóta is érdeklődik a Beneš-dekrétumok és a kisebbségek kitelepítéseinek jogi vonatkozásai iránt, amelyek családi érintettséggel is bírnak számára.
Egy rövid ügyvédi társulási kitérőt követően 2015. január 1-jén Budapesten megalapította saját üzletviteli tanácsadó cégét, ahol azóta is ügyvezetőként tevékenykedik. Széles körű piaci tapasztalatokat szerzett az ügyfelek stratégiáinak megvalósításában, az Európai Uniós vonatkozású elemek végrehajtásában, valamint az üzletviteli tanácsadás terén. Tevékenységei közé tartozik a hatóságokkal és államigazgatással kapcsolatos tanácsadás, különböző beszerzések bonyolítása, kisvállalkozásfejlesztési tanácsadás, hitelügyletek, innovációmenedzsment, valamint a K+F+I és a KKV-fejlesztésekre összpontosító magánprojektek tervezése, előkészítése, kezelése és végrehajtása. Tapasztalatokat szerzett kockázatitőke-befektetésekből, felvásárlásokból és egyéb befektetési ügyletekből is. Folyamatosan bővítette ügyfelei nemzetközi partnerkapcsolatait az EU tagállamok fejlesztési egységeivel, a KKV-k érdekeit tömörítő szervezetekkel és szövetségekkel, valamint az EU pénzügyi intézményeivel. Közvetlenül segíti a KKV-k hazai forrásbevonási tevékenységét, európai uniós finanszírozási programokhoz való csatlakozását, valamint tájékoztatást nyújt az Európai Unió fejlesztéspolitikai elképzeléseiről, terveiről, az EU fejlesztési szereplőinek üzleti tevékenységéről és a legjobb gyakorlatokról. Az Európai Unió fejlesztési alapjaival, különösen a Strukturális és Kohéziós Alapokkal kapcsolatos politikákat folyamatosan figyelemmel kíséri.
2016-tól a gödöllői Egyetem Regionális Tudományok Doktori Iskolájának PhD-hallgatója lett, ahol 2018-ban sikeres komplex vizsgát tett. Kutatási témája az endogén forrásokra alapozott fejlesztéspolitika gazdasági vizsgálata Kalocsa városában, területi-versenyképességi szempontokból, az EU2020-as stratégia tükrében. Több tudományos publikációja jelent meg, és címzetes egyetemi docens lett.
Visszatérés Kalocsára és közéleti tevékenység
2018 végén végleg visszaköltözött Kalocsára. A 2019-es őszi önkormányzati választáson polgármesterjelöltként indult, hogy szakértő és tapasztalt városvezetést biztosítson Kalocsának. Célja volt, hogy véget vessen a pártoskodásnak és a szakmai alapú összefogással példát mutasson a városi közéletnek. Bár a polgármester-választást nem nyerte meg, bekerült a Képviselő-testületbe.
2024-ben újra elindult az önkormányzati választáson a Kalo Lokálpatrióta Egyesület jelöltjeként.
A 2024. június 9-i kalocsai polgármester-választás megismétlése után megfordította az eredeti eredményt, és legyőzte a Fidesz-KDNP jelöltjét, Filvig Gézát. A megismételt választáson Bagó 2423 szavazatot kapott, 166-tal többet, mint Filvig.
Előzmények
- A június 9-i választáson Filvig Géza 23 szavazattal győzött Bagó Zoltán ellen.
- Bagó Zoltán fellebbezést nyújtott be a választás eredménye ellen, kifogásolva a szavazatszámláló bizottságok (szszb) munkáját két szavazókörben.
- A fellebbezés nyomán a Nemzeti Választási Iroda (NVI) elrendelte a választás megismétlését a kifogásolt két szavazókörben.

A megismételt választás
- A megismételt választást július 7-én tartották meg.
- Bagó Zoltán 2423 szavazatot kapott, Filvig Géza 2257-et.
- Ezzel Bagó Zoltán 166 szavazattal megnyerte a polgármester-választást.

Kifogások és vitatott körülmények
- Bagó Zoltán kifogásai szerint a szszb-k több alkalommal szabálytalanul jártak el:
  - Több választópolgár tartózkodott egyidejűleg a szavazófülkében.
  - Az analfabéta választópolgárok szavazásában az szszb elnöke egyedül nyújtott segítséget.
  - A választókerületben a szavazóköri névjegyzéket vezető szszb-tag a választókerület fideszes jelöltjének a testvére volt, aki a szavazás időtartama alatt a névjegyzék mellett ülve üzeneteket küldött a telefonjával.
  - A kormánypárti képviselőjelölt a szavazás alatt a szavazókör bejáratánál ült egy gépkocsiban.
- A választási kampány során a Fidesz jelentős támogatást nyújtott Filvig Gézának:
  - Szijjártó Péter külgazdasági és külügyminiszter lakossági fórumot tartott a városban.
  - Orbán Viktor miniszterelnök átadta a Kalocsát Pakssal összekötő új Duna-hidat.

Reakciók
- A választás eredménye széles körű médiafigyelmet kapott.
- Filvig Géza a megismételt választás eredményei ellen fellebezést nyújtott be.

### Iskolái
1993-ban érettségizett a kalocsai Szent István Gimnáziumban. 1993-2000 között a szegedi József Attila Tudományegyetem Állam- és Jogtudományi Karának hallgatója volt, 2012-től a Pázmány Péter Katolikus Egyetem Jog- és Államtudományi Kar angol nyelvű Európa-jogi szakjogász szakán tanult. A gödöllői Szent István Egyetemen 2016-tól a Regionális Tudományok Doktori Iskola PhD-hallgatója, ahol 2018-ban eredményes komplex vizsgát tett. Kutatási témája: Az endogén forrásokra alapozott fejlesztéspolitika gazdasági vizsgálata Kalocsa városában, területi-versenyképességi szempontokból, az EU2020-as stratégia tükrében.
Magánélet
2022-ben feleségül vette a dunaszentbenedeki származású Tóth Evelin fogtechnikus-dentálhigiénikust, 2023-ban pedig megszületett harmadik gyermekük, Larina Linett. Nagyfia, Ádám a paksi ESZI-ben tanul szoftverfejlesztőnek, míg lánya, Johanna a kertvárosi általános iskolába jár. A családhoz tartozik még egy máltai selyem kiskutya, Nadal is.
Jelenlegi tevékenység
Jelenleg Kalocsa város polgármestereként dolgozik. Továbbra is vallja, hogy Kalocsa számára a munkahelyteremtés, az infrastruktúra állapota, az egészségügy és az oktatás a legfontosabbak, nem pedig a pártkapcsolatok.

## Művei
- Média, diktafon, fondorlat. Egy magánbeszélgetés utóélete; magánkiadás, Bp., 2010